# 4456 Mawson
4456 Mawson (1989 OG) là một tiểu hành tinh vành đai chính được phát hiện ngày 27 tháng 7 năm 1989 bởi Robert H. McNaught ở Siding Spring.